# Nemaschema olivaceum
Nemaschema olivaceum är en skalbaggsart som beskrevs av Stefan von Breuning 1950. Nemaschema olivaceum ingår i släktet Nemaschema och familjen långhorningar. Inga underarter finns listade i Catalogue of Life.